# John Stuart d’Aubigny († 1482)
Sir John Stewart (französisch Jean Stuart d’Aubigny, * nach 1407; † 1482) war ein schottisch-französischer Adliger aus der Familie Stewart und Herr von Aubigny und Concressault.

## Leben
Er war der zweite Sohn des Sir John Stewart of Darnley aus dessen Ehe mit Lady Elizabeth of Lennox, Tochter des Duncan, 8. Earl of Lennox († 1425). Sein Vater war ein schottischer Ritter und Laird von Darnley bei Glasgow, der als französischer Heerführer Karriere machte und vom französischen König mit der Grafschaft Évreux (1427) in der Normandie und den Seigneurien Concressault (1421) und Aubigny (1423) im Berry belehnt wurde.
Als sein Vater 1429 in der Schlacht der Heringe getötet worden war, war Johns älterer Bruder Sir Alan Stewart of Darnley dessen Erbe. Dieser behielt die Ländereien in Schottland selbst und überließ die französischen Ländereien John. John leistete daraufhin König Karl VII. und später am 2. September 1461 dessen Nachfolger König Ludwig XI. den Lehnseid als Seigneur von Aubigny und Concressault.
Er diente als Hauptmann einer Kompanie der Schottischen Garde im französischen Heer. Er wurde Kammerherr im Haushalt König Ludwigs XI. und wurde von diesem 1469 als Ritter in den neugegründeten Michaelsorden aufgenommen. 1480 verkaufte Stewart die Seigneurie Concressault an die Krone zurück.
1446 hatte er Beatrix d’Apchier, Tochter des Beraud d’Apchier, Herr von Apchier im Gévaudan, geheiratet und hatte mit ihr einen Sohn, Bernard Stewart (französisch Bérault Stuart, um 1452–1508), der ihn 1482 beerbte.